# Izumi (Kagoshima)
Izumi (出水市?) è una città giapponese della prefettura di Kagoshima.